# In the Evening
"In the Evening" é uma canção da banda britânica de rock Led Zeppelin. Foi lançada em seu oitavo álbum de estúdio In Through the Out Door, em 15 de agosto de 1979. A faixa tem um som orientado por sintetizador e apoiado por uma expressão de guitarra dominante.
A canção foi executada ao vivo em shows do Led Zeppelin entre 1979 e 1980. Durante as performances de 1979, viria a ser tocada diretamente após a distorção de guitarra e arco de violino solo de Page, que incorporou um laser de strober adicionais aos efeitos visuais.

## Créditos
- Robert Plant - vocais
- Jimmy Page - guitarra
- John Paul Jones - Baixo elétrico, teclado
- John Bonham - bateria

## Ligações Externas
- «Página oficial do Led Zeppelin» (em inglês)